# Paul Niessing
Paul Niessing (Rotterdam, 5 mei 1917 – Den Haag, 14 maart 1989) was een Nederlands pianist en musicoloog.
Hij was zoon van kantoorbediende Jacobus Hendrikus Niesing en Johanna Adriana Maria van de Polder. Paul Niessing trouwde in 1947 met de (kinder-)arts Marianne Elisabeth Polak Daniels (1915-1987) in Wassenaar en omstreken bekend als 'Dokter Daniels'. Een van de zonen Edvard Niessing belandde ook in de muziekwereld; hij werd diskjockey. De muziekliefde van de familie is terug te vinden in zijn voornaam, een vernoeming naar Edvard Grieg.

## Muzikale loopbaan
Zijn muziekopleiding ontving hij van Willem Andriessen en Géza Anda (piano), Sem Dresden, Willem Landré en Ernest Willem Mulder (muziektheorie) en Karel Philippus Bernet Kempers en Eduard Reeser (musicologie).
Hij was op achttienjarige leeftijd al te horen op de radio met een van de pianoconcerten van Johann Christian Bach, dirigent van dienst was Albert van Raalte. Hij schreef voor dat concert zelf een cadens uit. Na de studie volgde een uitgebreide loopbaan als solist bij orkesten. Hij gaf ook recitals in binnen- en buitenland. Het meest bekend werd hij echter als begeleider. Onder anderen Herman Krebbers, Theo Olof, Jaap Stotijn, Haakon Stotijn, Jo Vincent, Elisabeth Cooymans, Max van Egmond, Bernard Kruysen, Hermann Schey, en Elly Ameling maakten van zijn diensten gebruik. Zijn spel is te beluisteren in een aantal plaatopnamen van liederen van Schubert, die hij met Ank Reinders heeft vastgelegd voor Fidelio Records. Paul Niessing speelde op 14 juni 1942 zijn enige concert met het Concertgebouworkest. Op het programma stond het Pianoconcert in Des majeur van zijn leraar Willem Andriessen; dirigent was Eduard van Beinum.
Niessing was ook pedagoog; zo nam hij staatsexamens af en was van 1958 tot 1982 docent piano en methodiek aan het Brabants Conservatorium. Hij verzorgde concerten met toelichting, lezingen en cursussen begeleiding op radio en volksuniversiteit en schreef recensies en muziekbijdragen voor Algemeen Handelsblad, Nieuwe Rotterdamsche Courant en De Tijd. Hij verzorgde bijdragen over muziek voor de Grote Nederlandse Larousse Encyclopedie, was hoofdredacteur van het blad Klanken uit het Residentie Orkest en muziektheoretische artikelen voor de Grote Winkler Prins Encyclopedie. Ook drukten Mens en Melodie en Muziek en Dans artikelen van hem af. Daarnaast nam hij plaats in jury’s voor muziekwedstrijden.
Hij was actief op bestuurlijk niveau, bijvoorbeeld als secretaris van de Koninklijke Nederlandse Toonkunstenaars Vereniging en voorzitter van de Johan Wagenaar Stichting. Als eerbetoon kreeg hij diverse prijzen voor het uitvoeren van werken van Nederlandse componisten en in 1975 ontving hij de medaille Arts-Sciences-Lettres in/uit Parijs. In 1988 werd hij benoemd tot ridder in de Orde van Oranje-Nassau.

Hij overleed op 71-jarige leeftijd in Den Haag. Paul Niessings rouwadvertentie begint met een citaat uit Das Lied von der Erde van Gustav Mahler:
Mir was auf dieser Welt das Glück nicht hold!
 Het echtpaar ligt begraven op In Loco Pascuae, behorend bij de  Goede Herderkerk, Stoeplaan, Wassenaar.